# Hermine Dirmhirn
Hermine Katharina Agnes Dirmhirn geborene Hlawnicka (* 9. Dezember 1905 in Wien; † 26. Februar 1943 ebenda) war eine österreichische Modistin und Widerstandskämpferin.

## Leben
Hermine Hlavnicka war die Tochter von Karl Hlawnicka und Agnes Schießling und hatte zwei Schwestern. Sie absolvierte an der Berufsschule für Modegewerbe in Wien eine Ausbildung zur Modistin und heiratete 1927 Lothar Dirmhirn, Stadtinspektor bei den Städtischen Wasserwerken Wien und Leiter einer Betriebszelle, die Angehörigen verhafteter Kommunisten unterstützten. Das Ehepaar hatte zwei Töchter Tilla Hegdis, geboren am 3. April 1935, und Ulla Vigdis, geboren am 28. Juli 1939.
Von 1930 bis 1931 war Dirmhirn Mitglied der sozialdemokratischen Partei und schloss sich kurz danach der KPÖ an, wo sie bei einer kommunistischen Frauentagung als Rednerin auftrat. 1933 trat sie wieder aus der KPÖ aus und war von 1934 bis 1938 Mitglied der Vaterländischen Front und Aktivistin der „Roten Hilfe“. Ab 1939 organisierte das Ehepaar Versammlungen mit anderen führenden Kommunisten aus dem In- und Ausland, die teilweise in deren Wohnung und auch in deren Schrebergartenhütte abgehalten wurden, organisierte für die Teilnehmer Unterkünfte, versteckt Exemplare der „Roten Fahne“ und stellte Flugblätter her.
Am 27. Januar 1942 wurde Dirmhirn zusammen mit ihrem Ehemann von der Gestapo verhaftet, bei der Hausdurchsuchung wurde ein kommunistisches Flugblatt sowie eine Pistole mit Patronen sichergestellt. Das Ehepaar wurde wegen „Feindbegünstigung“ und „Vorbereitung zum Hochverrat“ wegen der Herstellung und Verbreitung kommunistischer Schriften angeklagt. Am 17. November 1942 verurteilte der Volksgerichtshof das Ehepaar zum Tode und zum Verlust der bürgerlichen Ehrenrechte auf Lebenszeit verurteilt. Lothar Dirmhirn wurde zusätzlich wegen „Wehrkraftzersetzung“ verurteilt.
Am 12. Januar 1943 schrieb Hermine Dirmhirn aus der Todeszelle einen letzten Brief an ihre Tochter Tilla:
„Mein liebes Tilla-Kind! Deine beiden lieben Kärtchen und das Bildlein von dir und dem Schwesterlein habe ich erhalten. Ganz besonders haben mich deine Karten gefreut. Ich bin ganz stolz auf mein großes Töchterlein, das sich so viele Mühe gibt und mir so liebe Karten schreibt. Auf dem Bildchen bist schon ein sehr großes liebes Mädel, was du für schöne Locken hast! Ich bin froh, dass es dir bei Tante Pepi [Hauer] so gut gefällt, sei mir recht brav und mache der lieben Tante keine Sorgen. Lerne auch weiter recht brav und fleißig, damit auch Vati mit dir Freude hat...“
Hermine und Lothar Dirmhirn wurden beide am 26. Februar 1943 im Landesgericht Wien hingerichtet.

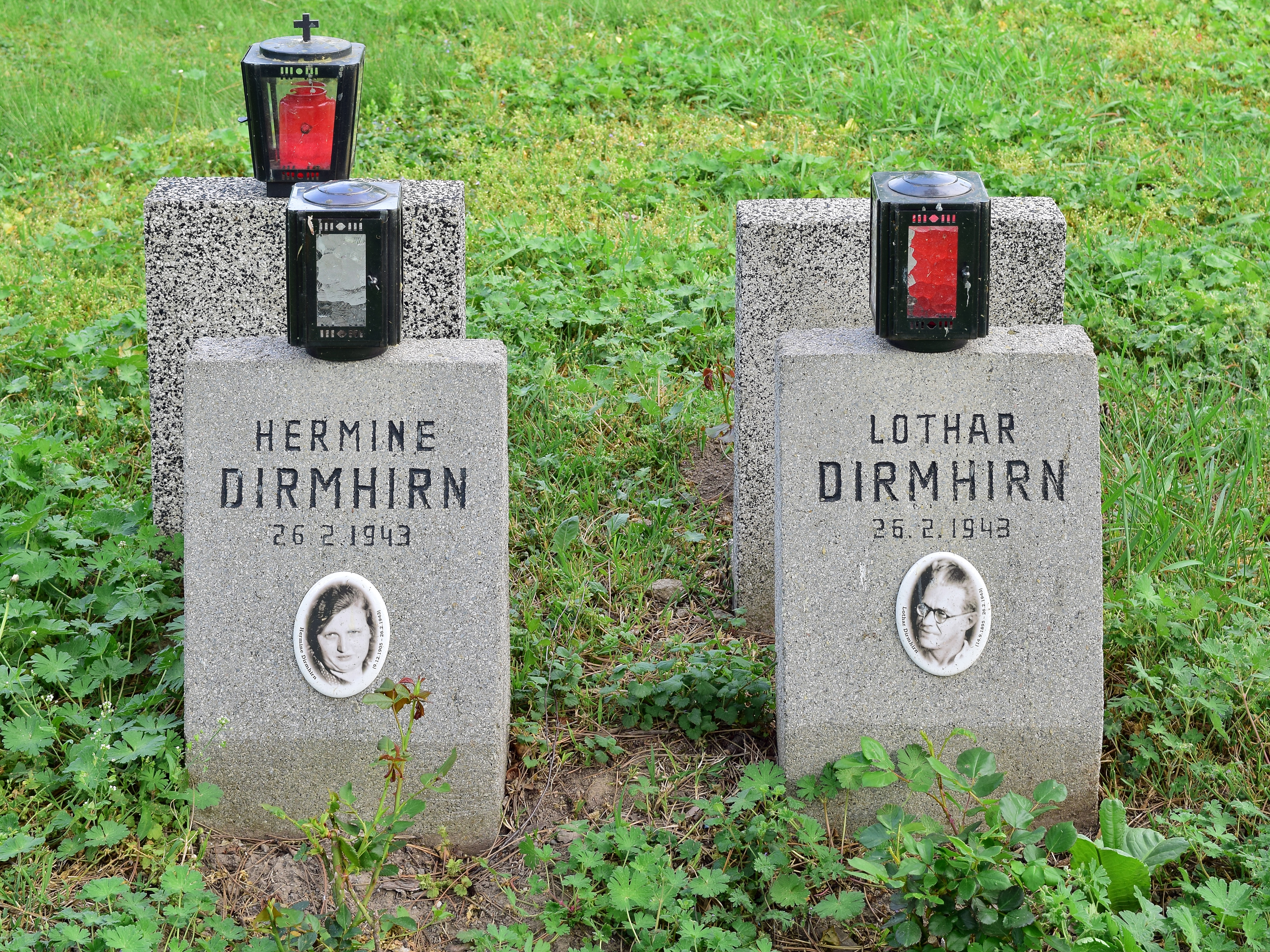
Grab von Hermine und Lothar Dirmhirn in Gruppe 40 im Wiener Zentralfriedhof

## Gedenken
- Die Leichname des Ehepaares wurden in einem gemeinsamen Grab im Ehrenhain der Gruppe 40,  Reihe 29 Nummer 8 im Wiener Zentralfriedhof bestattet.
- Im ehemaligen Hinrichtungsraum des Landesgericht für Strafsachen Wien ist ihr Name auf der Gedenktafel für die Opfer der NS-Justiz aufgeführt.
- Am 25. April 2017 wurde auf Initiative des Enkels Herwig Dirmhirn in Ottakring ein „Stein der Erinnerung“ vor dem Gemeindebau am Nietzscheplatz 2 für Hermine und Lothar Dirmhirn angebracht.[5][6]

Die Dirmhirngasse in Wien-Liesing ist nach dem Schuldirektor Arnold Dirmhirn (1882–1933) benannt, nicht nach dem Ehepaar Dirmhirn. Arnold Dirmhirn war der Cousin von Lothar Dirmhirn.